# Princess Protection Program
Princess Protection Program is een Amerikaanse televisiefilm uit 2009 onder regie van Allison Liddi. De film is gebaseerd op een boek van David Morgasen en heeft Demi Lovato en Selena Gomez in de hoofdrollen. Ze spelen beste vriendinnen in de film en zijn dat in het echte leven ook.

## Verhaal
Prinses Rosalinda woont in een klein koninkrijk, samen met haar vader (de koning) en haar moeder (de koningin) en leidt een zorgeloos leventje als prinses. Dit alles verandert wanneer een dictator (Generaal Magnus Kane) het land binnenvalt en Rosalinda wil ontvoeren. Voor haar veiligheid wordt ze geplaatst in het Princess Protection Program (Het Prinsessenbeschermingsprogramma). Ze krijgt de naam 'Rosie Gonzales' toegewezen en moet leren als normale Amerikaanse tiener te leven. Ze kan zich maar moeilijk aanpassen aan haar nieuwe leven, maar weet vrienden te worden met Carter, de dochter in haar onderduikgezin. Carter helpt Rosie zich als normaal meisje voor te doen, terwijl Rosie de jongensachtige Carter leert de prinses in zichzelf te vinden en haar prins (Footballer Donnie) te veroveren.
Ondertussen zoekt Generaal Magnus Kane nog steeds naar Rosalinda.
Als Generaal Kane erachter komt waar Rosalinda is, gaat hij ernaartoe.
Carter weet dit en heeft ondertussen een plan bedacht.

## Rolbezetting
| Acteur         | Personage           |
| -------------- | ------------------- |
| Demi Lovato    | Rosalinda/Rosie     |
| Robert Adamson | Donnie              |
| Selena Gomez   | Carter              |
| Johnny Ray     | General Magnus Kane |
| Jamie Chung    | Chelsea             |
| Nicholas Braun | Ed                  |
| Kevin Schmidt  | Bull                |
| Molly Hagan    | Directrice          |
| Samantha Droke | Brook               |